# D5-VTR
D5-VTRとはパナソニックがD3-VTRの走行系を元に開発した、ITU-R601フォーマットのコンポーネントデジタルビデオ信号を1/2インチカセットテープに非圧縮で記録するビデオテープレコーダである。
D3-VTRと異なり、ビデオ信号はコンポーネント10ビット量子化記録が可能である。また、16:9のワイドアスペクトのビデオ信号を8ビット量子化で記録する機能も備える。記録レートは301Mb/s。HD（ハイビジョン）の圧縮記録も可能。
HD放送の普及とともにマスターVTRとして特にNHKとWOWOWでのみ中心的な規格として採用されている。D5はNHKと共同で開発したもので、NHKの番組の送出の際の完プロ（NHK用語で言う完パケ）などは全てD5を使用している（ニュースの取材やドラマの収録はソニーのHDCAMを使用することが殆どである）。また、IMAGICA等に保存されている映画会社の決まりロゴなどもD5規格が採用されている。
民放のハイビジョンはHDCAMやDVCPROHDを使っており、D5は補助的な役割が多い。最近ではP2HDと呼ばれるテープレスへの移行が進んでいる。現在は録画・再生機器の生産は完了しており、録画用テープの供給も終了している。